# Тіффані Страттон
Джессіка Войнілко (англ. Jessica Woynilko, нар. 1 травня 1999) — американська професійна реслерка і колишня гімнастка. Наразі у неї контракт з WWE, де вона виступає на бренді SmackDown під ринговим ім'ям Тіффані Страттон (англ. Tiffany Stratton) і є поточною чемпіонкою WWE. Вона є одноразовою чемпіонкою NXT.
Войнілко дебютувала у професійному реслінгу у 2021 році, пройшовши тренування у Грега Ґаньє, і дебютувала у грудні того ж року, взявши собі образ гламурної «барбіподібної» жінки. Згодом вона виграла жіноче чемпіонство NXT — свій перший титул, а її рейн протривав 107 днів.

## Раннє життя
Джессіка народилась 1 травня 1999 року. Навчалась у Університеті Святої Катерини (англ. St. Catherine University). Кілька років займалася гімнастикою.
Перед тим, як спробувати свої сили в WWE, мати Войнілко звернулася до Грега Ґаньє, колишнього реслера, найбільш відомого своєю роботою в Американській Асоціації Реслінгу (AWA), аби він тренував Войнілко.

## Професійна кар'єра реслера

### WWE (2021— дотепер)

#### NXT (2021—2024)
30 серпня 2021 року Войнілко стала єдиною жінкою серед групи рекрутованих новачків, що приєднається до підготовки у WWE Performance Center для роботи в WWE професійними реслерами. Під час запису епізоду 205 Live від 16 листопада вона дебютувала в професійному реслінгу під ринговим ім'ям Тіффані Страттон, перемігши Амарі Міллер. Двобій між ними транслювався через 3 дні.
Вона дебютувала на підготовчому бренді WWE NXT 28 грудня 2021 року лиходійкою (хілом), граючи роль розбещеної багатої дівчини і перемогла Феллон Генлі. Потім розпочала ворожнечу з Саррей. Протистояння коштувало обом перемог у власних матчах, тож це призведе до поєдинку між ними. Кульмінацією ворожнечі став епізод NXT від 19 квітня 2022 року, на якому Страттон здобула перемогу. 26 травня Страттон взяла участь у жіночому турнірі Breakout Tournament, замінивши Ніккіту Лайонс після того, як та отримала травму. Тіффані перемогла у півфіналі Феллон Генлі, однак у фіналі вона зазнала поразки від Роксанни Перес. Опісля Страттон почала ворожнечу з Венді Чу, перемігши її на The Great American Bash, але програла їй у матчі з вимкненим світлом в епізоді NXT 23 серпня.
Після деякого часу відсутності через травму голови, отриману в жовтні 2022 року, Страттон повернулася 10 січня 2023 року на NXT: New Year's Evil, де вона зняла проморолик, що демонструє позитивне ставлення до її образу багатої дівчинки, хоча вона відмовилася від «татусевої доньки» як частини свого образу. У своєму першому матчі після повернення вона здобула перемогу над Інді Гартвелл в епізоді NXT від 24 січня. Знову перемігши Гартвелл, Страттон пройшла кваліфікацію на матч з драбинами за жіноче чемпіонство NXT, який відбувся 1 квітня на NXT Stand & Deliver, хоча їй і не вдалося завоювати титул. У травні Страттон взяла участь у турнірі, в якому перемогла Джіджі Долін у чвертьфіналі, Роксанн Перес у півфіналі та Лайру Валькірію у фіналі на NXT Battleground і здобула перемогу, ставши вперше чемпіоном у своїй кар'єрі і здобувши жіноче чемпіонство NXT. 27 червня, на другому тижні «Золотої Лихоманки» (англ. NXT Gold Rush), Страттон успішно захистила свій титул у першому бою проти Теї Гейл з угруповання «Університет Чейза». Під час поєдинку Гейл утримала Страттон, однак рефері відволікся на Дрю Гулака, після чого Тіффані здобула перемогу. Це призвело до того, що Страттон провела захист титулу проти Гейл 30 липня на The Great American Bash, де Страттон знову зберегла свій титул після того, як Андре Чейз з Університету Чейза кинув рушник на ринг, поки Страттон фіксувала Гейл в больовому захваті Half Crab. В епізоді NXT від 12 вересня Страттон програла свій титул Беккі Лінч, закінчивши свій рейн на 107-у дні.
На NXT: New Year's Evil 2 січня 2024 року Страттон зіткнулася з Феллон Генлі в матчі «працівник ранчо або слуга на день». Страттон програла поєдинок, тому повинна була відпрацювати на ранчо Генлі один день протягом наступного тижня. Це був останній виступ Тіффані в NXT. 27 січня на Royal Rumble вона вийшла на жіночий матч Royal Rumble під номером 29 як одна з двох представниць NXT. Вона здолала Роксанн Перес, а потім разом з Б'янкою Белер була вибита переможницею Бейлі.

#### Основний ростер: SmackDown (2024—2025)
2 лютого 2024 року в епізоді SmackDown Страттон офіційно підписала контракт з брендом, ставши членом основного ростеру. Того ж вечора Страттон перемогла Мію «Мічін» Їм у своєму дебютному поєдинку в основному ростері. Через два тижні Страттон перемогла Зеліну Вегу (члена угруповання LWO), пройшовши кваліфікацію до жіночого матчу Elimination Chamber на шоу Elimination Chamber: Perth. Однак вона зазнала там невдачі — її вибила Лів Морган, після того як сама Тіффані впоралась з Наомі. У епізоді Smackdown від 19 квітня Страттон втрутилася у матч за титул чемпіонки WWE серед жінок між Бейлі та Наомі, що призвело до дискваліфікації. Як наслідок  — на Backlash France Тіффані стала учасницею титульного матчу, але невдало спробувала відібрати чемпіонство у Бейлі в тристоронньому матчі з нею та Наомі. Після цього Страттон стала учасницею турніру «Королева Рингу» і пройшла перший кваліфікаційний раунд, перемігши Мічін на хаус-шоу 11 травня. 17 травня Тіффані вибула з турніру, програвши двобій Б'янці Белер на SmackDown. Виграла матч з драбинами Money in the Bank 6 липня і таким чином здобула відповідний контракт на титульний матч будь-де і будь-коли.

#### Перше світове чемпіонство (2025—дотепер)
Тіффані реалізувала свій контракт Money in the Bank під час епізоду SmackDown 3 січня 2025 року, відібравши титул чемпіонки WWE у своєї екранної подруги Наї Джакс.

## Професійний реслерський стиль та особистість
Маючи за плечима досвід стрибків на батуті, Войнілко використовує фінішером (завершаючим прийомом) варіацію сальто назад з потрійним підготовчим стрибком (англ. Triple Jump Moonsault) з канатів, яке отримало назву «Найгарніше сальто в історії» (англ. Prettiest Moonsault Ever).
Періс Гілтон і персонаж Шарпей Еванс з фільму «Шкільний мюзикл» послужили джерелом ідей для реслерського образу Войнілко.

## Досягнення

### Професійний реслінг
Pro Wrestling Illustrated
- Номер 25 з 250 найкращих реслерок у 2023 році за версією PWI Women's 250[39]

Women's Wrestling Fan Awards
- Проривна зірка року (2023)[40]

WWE
- Чемпіон WWE серед жінок (1 раз, чинний)
- Чемпіон NXT серед жінок (1 раз)[7]
- Переможець жіночого матчу Money in the Bank (2024)
- Переможниця турніру за Чемпіонство NXT серед жінок (2023)

- NXT Year-End Award
  - Суперзірка-жінка року (2023)[41]
- Slammy Award (1 раз)
  - Суперзірка року NXT (2024)